# جامعة هدرسفيلد
جامعة هدرسفيلد (بالإنجليزية: The University of Huddersfield) هي جامعة حكومية بحثية بريطانية تقع في مدينة هدرسفيلد، غرب يوركشير، إنجلترا. تأسست عام 1825 كمؤسسة تعليمية تقنية بأسم معهد هدرسفيلد التقني ثم تطورت المؤسسة على مدار السنين لتصبح كلية هدرسفيلد بوليتكنيك عام 1970، ثم حصلت على صفة "جامعة هدرسفيلد" رسميًا في عام 1992 بعد إصلاحات التعليم العالي في المملكة المتحدة.تُعرف تتميز ببيئة بحثية متطورة وارتباط وثيق بسوق العمل من خلال برامج تدريبية وتعاونية مع مختلف الصناعات.
تقع في مدينة هدرسفيلد، في غرب يوركشير وهي مدينة إنجليزية كبيرة في غرب يوركشاير في إنجلترا، تقع في منتصف الطريق بين ليدز ومانشستر. تبعد هدرسفيلد 310 كم (190 ميل) إلى الشمال من لندن، يربو عدد طلاب الجامعة على 23,000 طالب وطالبة، ويأتي إليها الطلاب للدراسة من جميع أنحاء العالم.

## إحصائيات
تصنف الاولى على المملكة المتحدة والـ88 عالميا في تصنيف الجامعات الشابة 2024 The Times Young University Ranking
يبلغ عدد طلاب الجامعة 19,740 طالب، منهم 3,570 طالب دراسات عليا.
حصلت الجامعة على تصنيف جامعة العام للتدريس (2017) من قبل Times Higher Education.

## وصلات خارجية
- الموقع الإلكتروني